# Rally Villa de Llanes de 2002
El Rally Villa de Llanes de 2002, oficialmente 26.º Rally Villa de Llanes, fue la vigésimo sexta edición y la tercera cita de la temporada 2002 del Campeonato de España de Rally. Fue también puntuable para el campeonato de Asturias, el Desafío Peugeot y la Súper Copa Fiat Punto y se celebró del 7 al 8 de junio.

## Clasificación final
| Pos. | Piloto               | Copiloto                | Automóvil                | Tiempo  | Diferencia |
| ---- | -------------------- | ----------------------- | ------------------------ | ------- | ---------- |
| 1.   | Jesús Puras          | Carlos del Barrio       | Citroën Xsara WRC        | 2:16:36 | 0.0        |
| 2.   | Sergio López-Fombona | Juan Carlos Dorado      | Citroën Saxo Kit Car     | 2:21:21 | +4:45      |
| 3.   | Sergio Vallejo       | Diego Vallejo           | Fiat Punto S1600         | 2:21:54 | +5:18      |
| 4.   | Dani Sordo           | Amadeo Aguirre          | Mitsubishi Lancer Evo VI | 2:22:18 | +5:42      |
| 5.   | Manuel Cabo          | Eduardo González        | Citroën Saxo Kit Car     | 2:22:37 | +6:01      |
| 6.   | Rantur               | Roberto González        | Citroën Saxo Kit Car     | 2:24:01 | +7:25      |
| 7.   | Alberto Hevia        | Alberto Iglesias        | Renault Clio Sport       | 2:25:11 | +8:35      |
| 8.   | Manuel Muniente      | Borja Rozada            | Peugeot 206 S1600        | 2:25:54 | +9:18      |
| 9.   | Antonio Garrido      | Luis Fernández González | Mitsubishi Lancer Evo VI | 2:28:17 | +11:41     |
| 10.  | David Nafría         | Óscar Sánchez           | Peugeot 206 XS           | 2:30:08 | +13:32     |